# Virginia Zoological Park
Koordinaten: 36° 52′ 43″ N, 76° 16′ 39″ W
Der Virginia Zoological Park, meist einfach als Virginia Zoo oder Norfolk Zoo abgekürzt, ist ein Zoo, der sich in der Stadt Norfolk im US-Bundesstaat Virginia befindet. Seit 1987 ist er bei der Association of Zoos and Aquariums (AZA) akkreditiert.

## Geschichte
Im Jahr 1892 kaufte die Stadt Norfolk ein Landstück des Lafayette Parks, um dort einen Tiergarten einzurichten. 1900 wurde damit begonnen, Tiere zu erwerben und auszustellen. 1901 gab es bereits eine Tiersammlung mit mehr als 200 Individuen, darunter Säugetiere, Vögel und Reptilien. 1910 wurden mehrere Tierhäuser errichtet. Die meisten Außenanlagen befanden sich am Rand von asphaltierten Straßen, sodass die Besucher durch den Park fahren konnten. Im Laufe der Jahre wurden weitere Freianlagen und Tierhäuser in Betrieb genommen. 1989 übernahm die Virginia Zoological Society die Verwaltung und führt den Zoo als Non-Profit-Organisation. 2014 wurde ein modernes Veterinärkrankenhaus eröffnet.

## Anlagenkonzept und Tierbestand
Auf dem etwa 21 Hektar großen Zoogelände leben rund 700 Tiere in 150 Arten. Der Zoo ist parkartig angelegt. Er wird im Osten vom Lafayette River und im Westen vom U.S. Highway 460 begrenzt. Die Tiere sind überwiegend nach ihrer geographischen Herkunft zusammengestellt und in die folgenden Hauptbereiche untergliedert:
- Trail of the Tiger zeigt Tiere aus Asien, beispielsweise Malaysia-Tiger, Binturong, Schabrackentapir, Westlicher Kleiner Panda, Siamang, Nördlicher Weißwangen-Schopfgibbon und Borneo-Orang-Utan.
- Okawango Delta versucht, die Landschaft des Okawango-Deltas nachzubilden, um den dort untergebrachten Tieren einen möglichst natürlichen Lebensraum zu bieten. Gezeigt werden u. a. Giraffen, Zebras, Bongos, Breitmaulnashorn, Fennek, Gepard, Löwe, Pinselohrschwein und Afrikanischer Strauß.

Afrikanische Elefanten werden im Virginia Zoo nicht mehr gehalten. Bis Ende 2015 lebten noch zwei Elefanten im Zoo. Gemäß den Statuten der Association of Zoos and Aquariums muss ein Zoo jedoch mindestens drei Elefanten halten, da es sich um sehr soziale Tiere handelt, die sich nur in einer Gruppe wohlfühlen. Die beiden weiblichen Elefanten wurden 2016 vom Zoo Miami übernommen und in eine dort bereits vorhandene Herde eingegliedert.
- North America enthält überwiegend einheimische Tiere wie Amerikanischer Bison, Schwarzschwanz-Präriehund und Weißkopfseeadler.
- Zoo Gardens sind mehrere über das gesamte Gelände verteilte botanische Anlagen, beispielsweise Tropical Garden, Rain Garden, Shade Garden, Butterfly Garden, Childrens Garden sowie ein naturbelassenes kleines Waldstück.

Außerdem befinden sich auf dem Zoogelände ein großer Veranstaltungsbereich (Event Field mit Event Pavillon), ein Kinderspielplatz, ein Reptilienhaus (World of Reptiles), eine Farm mit Haustieren, mehrere Restaurants, ein Andenkenladen, ein Informations- und Ausbildungszentrum sowie eine Parkeisenbahn. Am Lafayette River gibt es eine Zuchtstation für Austern sowie einen Bereich für Wasservögel, wo zuweilen auch Wildgänse und Kraniche rasten.

## Arterhaltungs- und Schutzprogramme
In Absprache mit der Association of Zoos and Aquariums werden vom Virginia Zoo Arterhaltungs- und Schutzprogramme zur Erhaltung der natürlichen Lebensräume für Flora und Fauna weltweit festgelegt. Diese werden jeweils den aktuell dringlichsten angepasst. Lokale Programme, die als Frogwatch und Caterpillar Count bezeichnet werden, beschäftigen sich mit dem Einfluss des Klimawandels auf die Lebensweise von Fröschen und Kröten bzw. Schmetterlingsraupen in den Vereinigten Staaten.

## Galerie
Die nachfolgende Bildauswahl zeigt einige Tiere aus dem Bestand des Virginia Zoological Parks:

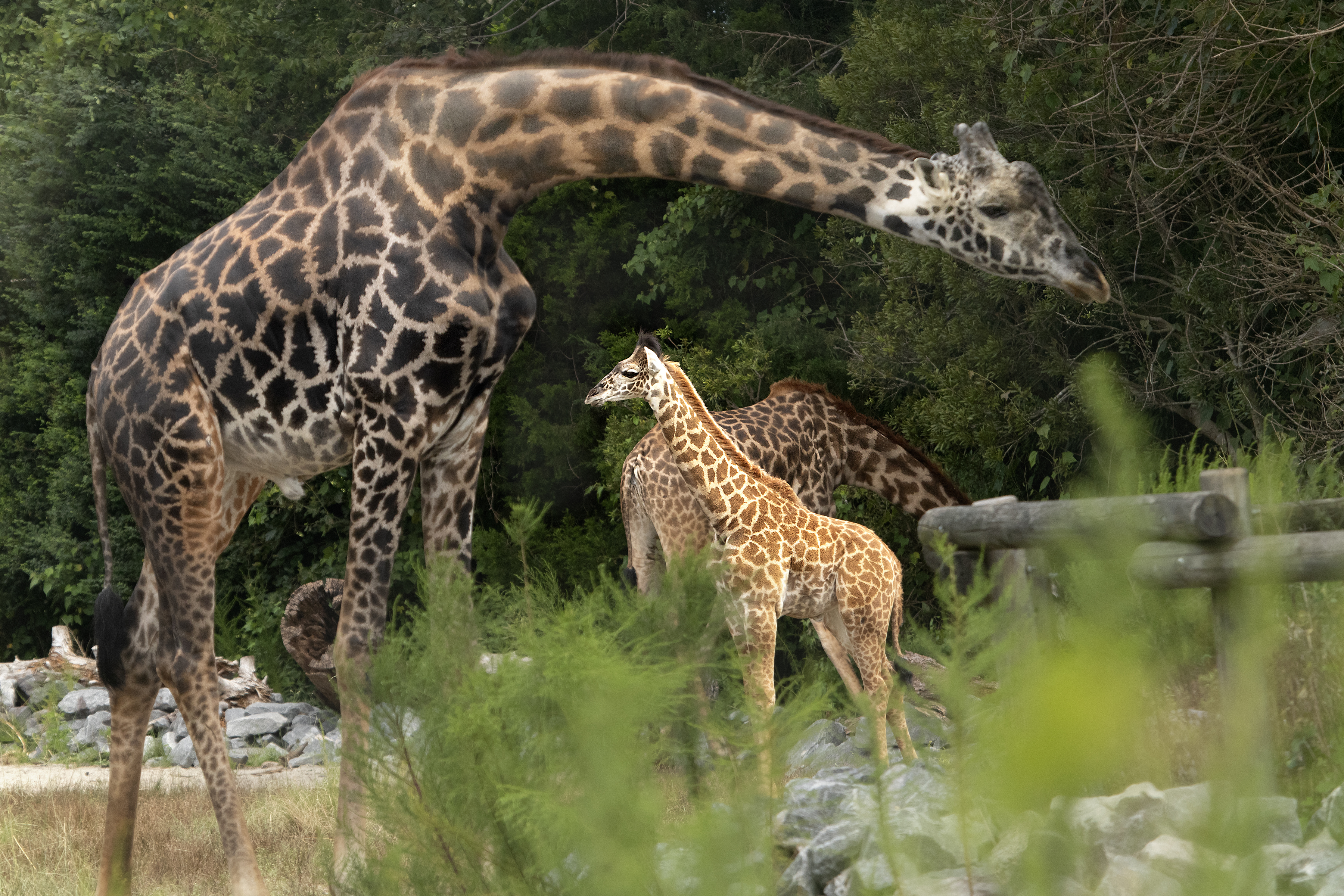
Giraffen
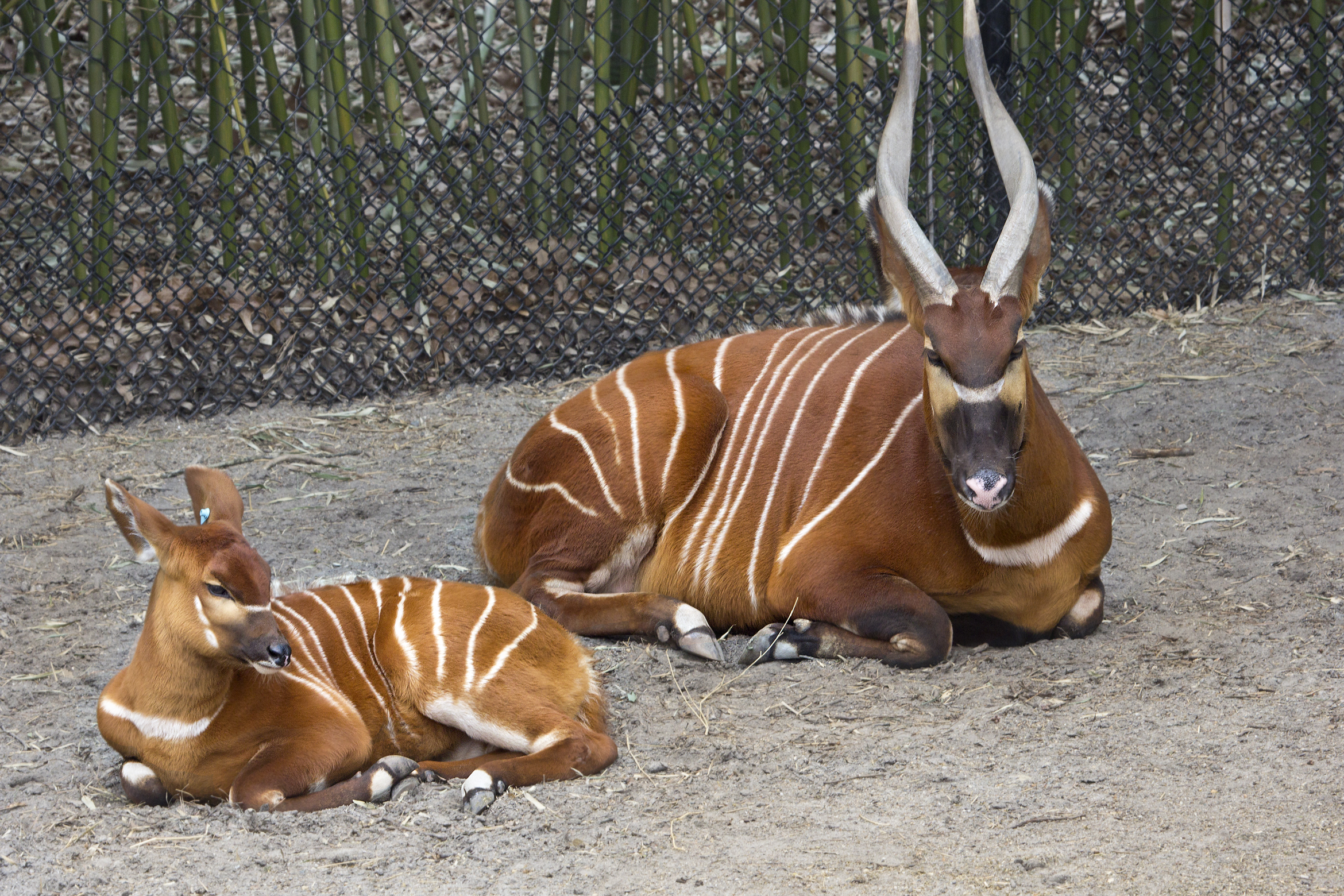
Bongos
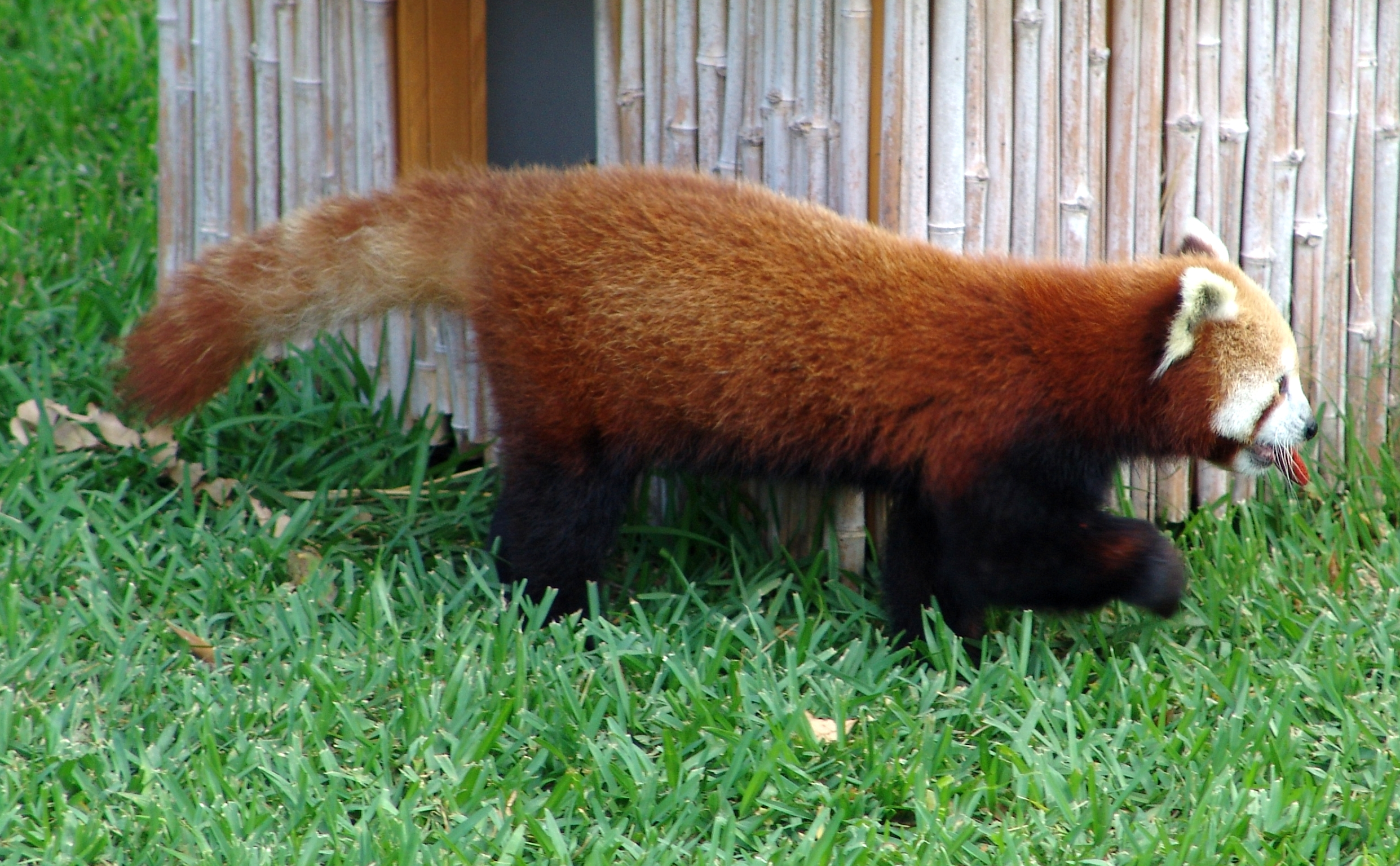
Westlicher Kleiner Panda
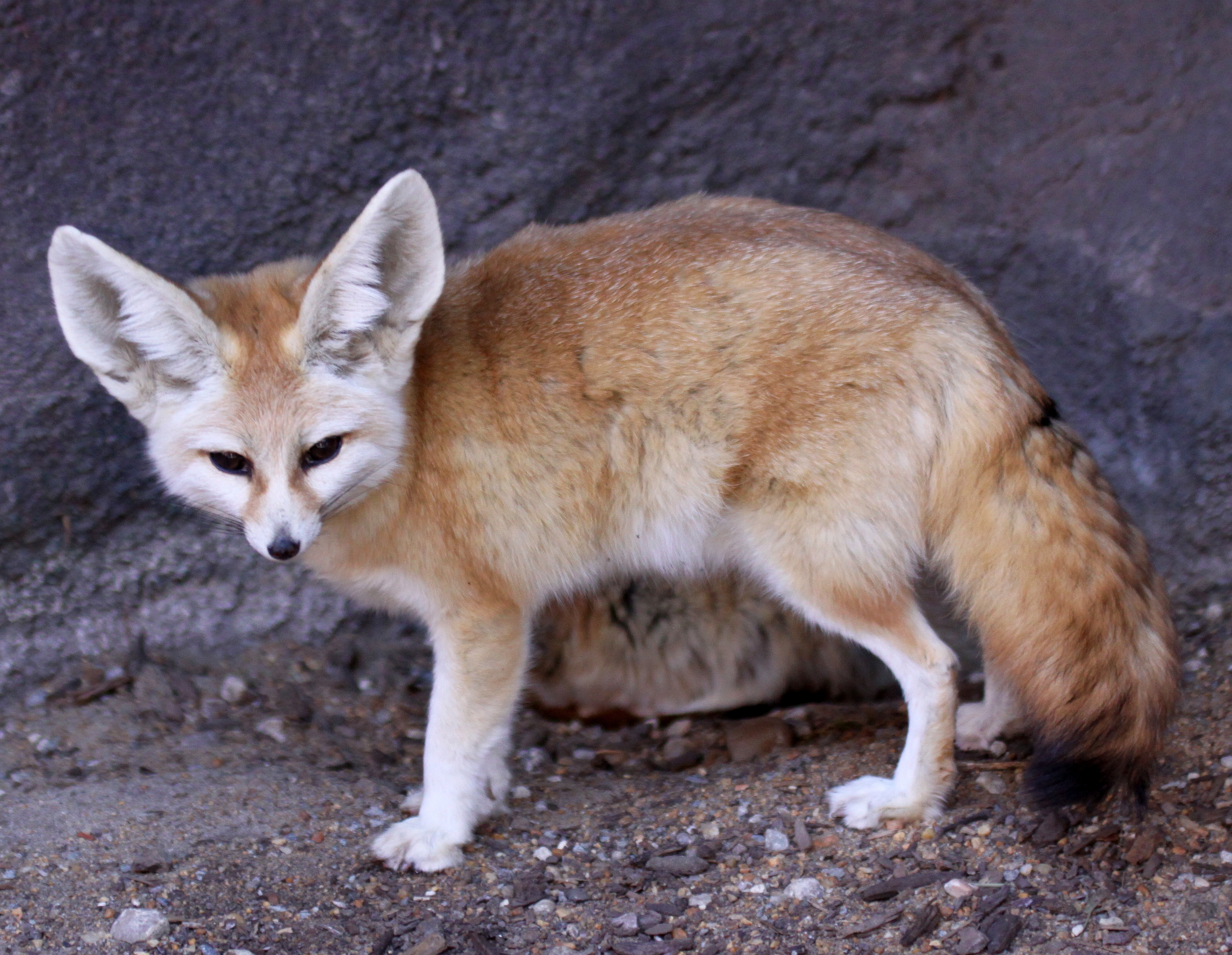
Fennek
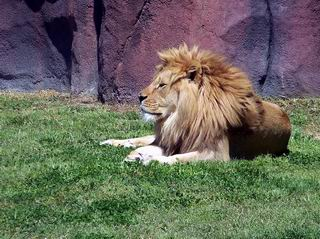
Löwenmännchen